# Miconia rimalis
Miconia rimalis é uma espécie endêmica de arbusto da flora de Brasil pertencente à família Melastomataceae. No Brasil ocorre nos estados de Bahia, Minas Gerais e Espírito Santo.

## Descrição
Os ramos jovens são cilíndricos, decorticantes quando mais maduros; os ramos e inflorescências tem tricomas estrelados, mas desprovidos de tricomas simples. As folhas com a face abaxial glabrescente ou esparsamente recoberta por tricomas estrelados sésseis, com as nervuras laterais unidas à nervura central por membrana, formando domácias. As inflorescências são exclusivamente apicais. As anteras com deiscência através de abertura longitudinal que abrange 75% ou mais do comprimento das tecas.

## Taxonomia
Miconia rimalis foi nomeada por o botânico francês Charles Victor Naudin, descrito em Annales des Sciences Naturelles; Botanique, sér. 3 , 16(2): 238–239, e publicado em 1850.

## Conservação
O Governo do Estado do Espírito Santo incluiu em 2005 M. rimalis em sua primeira lista de espécies ameaçadas de extinção, por intermédio do Decreto nº 1.499-R, classificando-a como uma espécie vulnerável.